# Elecciones de Baden-Wurtemberg de 2006
Las elecciones de Baden-Wurtemberg del 2006 se realizaron el 26 de marzo de ese mismo año; la participación fue del 53.4%. Ganó de nuevo la CDU (como durante todo este período democrático).

## Resultados
Los resultados fueron:
| Partido Político | Partido Político                           | Porcentaje | Escaños |
| ---------------- | ------------------------------------------ | ---------- | ------- |
|                  | Unión Cristianodemócrata de Alemania (CDU) | 44,15      | 69      |
|                  | Partido Socialdemócrata de Alemania (SPD)  | 25,15      | 38      |
|                  | Alianza90/Los Verdes (GRÜ)                 | 11,69      | 17      |
|                  | Partido Liberal de Alemania (FDP/DVP)      | 10,65      | 15      |

| Predecesor: 2001 | Elecciones de Baden-Wurtemberg 2006 | Sucesor: 2011 |